# Сенюк Тарас Михайлович
Тара́с Миха́йлович Се́нюк (22 червня 1980, Коломия, Івано-Франківська область, Українська РСР — 3 червня 2014, Слов'янськ, Донецька область, Україна) — український військовослужбовець, десантник, полковник Збройних сил України. Герой України (посмертно).

## Життєпис
Тарас Сенюк народився 22 червня 1980 року в місті Коломия на Івано-Франківщині. 1997 року закінчив коломийську середню загальноосвітню школу № 6. З дитинства мріяв стати військовим, в лавах Збройних Сил України — від 1997 року. У 2001 закінчив з відзнакою аеромобільний факультет Одеського інституту сухопутних військ. По закінченні військового інституту був направлений до Житомира.
З 2001 року проходив службу в 95-ій окремій аеромобільній бригаді Високомобільних десантних військ ЗС України, в/ч А0281. Пройшов шлях від командира аеромобільного взводу до командира батальйону, зарекомендував себе як ініціативний і досвідчений офіцер. Неодноразово Тарас Сенюк удосконалював практичні навички та здобував новий досвід за межами України. 2003 року брав участь у миротворчій місії в Іраку, де служив командиром механізованого розвідувального взводу з дислокацією в так званій точці «Форт», на кордоні з Іраном. Миротворці контролювали 150-кілометровий відрізок ірано-іракського кордону, окрім патрулювання, несли службу на блокпостах, допомагали працювати місцевим прикордонникам і митникам на офіційному пункті пропуску «Арафат». Після повернення додому продовжив службу на посаді командира аеромобільної роти. 2007 року Сенюка відправили у Косово, там також довелося патрулювати неспокійні райони, супроводжувати миротворчі колони, чергувати на стаціонарних блокпостах. Був призначений на посаду начальника штабу 13-го окремого аеромобільного батальйону 95-ї окремої аеромобільної бригади, в/ч А1910, місто Житомир. У 2013 році призначений на посаду командира 1-го аеромобільно-десантного батальйону 95-ї окремої аеромобільної бригади.
З весни 2014 виконував завдання в зоні проведення антитерористичної операції на Сході України.
2 травня близько 4:00 в районі Слов'янська, російські бойовики вдалися до обстрілу військової колони із засідки, зав'язався бій. Вогонь було зосереджено на перші три бронетранспортери, в одному з яких перебував командир колони Тарас Сенюк, який під час бою командував діями особового складу. Бій тривав близько 10 хвилин, вогневі точки противника були подавлені. Близько 5:30 в районі мосту, біля селища Андріївка, знову зав'язався бій. Терористів було витіснено з блокпоста, і міст взято під контроль. З обох боків біля мосту почав збиратись антиукраїнськи налаштований натовп. За рішенням командира на безпечній відстані від колони було виставлено бійців з метою запобігання провокацій. Протягом всього дня від представників сепаратистських угруповань лунали погрози знищити підрозділ і пропозиції перейти на бік сепаратистів. Близько 17:00 серед натовпу з'явились особи зі зброєю, командир наказав зайняти кругову оборону. Бойовики відкрили вогонь з-за спин цивільних, в один з БТРів полетів «коктейль Молотова». Під керуванням підполковника Сенюка військовослужбовці розібрали барикади та створили прохід для виведення колони в безпечне місце. З усіх напрямків посилився вогонь з різних видів зброї, й не лише по військовій колоні, а й по людях, які перешкоджали руху колони. Тоді загинули двоє солдатів Сергій Панасюк та Петро Коваленко. Чіткі команди комбата та впевнені дії особового складу дали змогу колоні вирватися з влаштованої пастки й не допустити втрати озброєння та військової техніки.

### Обставини загибелі
Підполковник Сенюк загинув 3 червня 2014 року, під час виконання бойового завдання зі знищення укріпленого опорного пункту терористів у Семенівці, на околиці міста Слов'янська. Комбат як завжди був попереду, разом із розвідувальним взводом. В бою, керуючи діями тактичної групи, він загинув від кулі снайпера. Куля великого калібру пробила бронежилет комбата, завдавши йому смертельного поранення. Керування підрозділом після загибелі командира взяв на себе ротний Олег Бутніцький, завдання було виконане, але з втратами з боку військовиків, 13 десантників дістали поранення, серед них і капітан Бутніцький.
6 червня із загиблим офіцером попрощалися в Житомирі, де він служив і мешкав із сім'єю. 7 червня Тараса Сенюка поховали у рідній Коломиї на Алеї Слави Центрального міського цвинтаря.
6 червня 2014 року Тарасу Сенюку присвоєне військове звання полковника (посмертно).
В Коломиї залишились мати Наталія Петрівна Сенюк і брат, в Житомирі — дружина Ольга Ігорівна та донька Єлизавета (нар. 2005).

## Нагороди та відзнаки
- Звання Герой України з удостоєнням ордена «Золота Зірка» (20.06.2014, посмертно) — за виняткову мужність і героїзм, виявлені у захисті територіальної цілісності і незалежності України, жертовне служіння Українському народові.[4]
- Медаль «Захиснику Вітчизни»
- Медаль «10 років Збройним Силам України»
- Медаль «15 років Збройним Силам України»
- Медаль «За сумлінну службу» III ступеня
- Почесний нагрудний знак начальника Генерального штабу — Головнокомандувача Збройних Сил України «За досягнення у військовій службі» II ст.
- Почесний нагрудний знак командувача Сухопутних військ Збройних Сил України «За відмінну службу в аеромобільних військах Сухопутних військ Збройних Сил України»
- Нагрудний знак «15 років аеромобільним військам Сухопутних військ Збройних Сил України»
- Медаль за Іракську кампанію (США)

## Вшанування пам'яті
- 13 жовтня 2015 року рішенням Коломийської міської ради № 2363-58/2015, за виняткову мужність і героїзм виявлені у захисті України, жертовне служіння народові, присвоєно звання «Почесний громадянин міста Коломиї» (посмертно).[5]
- У 2014 році Укрпошта до Дня Збройних Сил України випустила художній маркований конверт серії «Героям Слава!», присвячений Герою України полковнику Тарасу Сенюку.[6]
- 23 травня 2015 року у Семенівці, м. Слов'янськ було відкрито меморіальний знак військовослужбовцям Нацгвардії, ВДВ, та співробітникам СБУ, які загинули на території Слов'янського району Донецької області, серед них і Герой України Тарас Сенюк.
- 29 травня 2015 року в Коломиї, на фасаді будівлі ЗОШ № 6 по вулиці Леонтовича, 14, де навчався Тарас Сенюк, відкрито меморіальну дошку на його честь.[7][8]
- 8 червня 2015 року в Коломиї був урочисто відкритий пам'ятник Тарасу Сенюку.[9]
- В Житомирі на честь Героя України названо провулок.[10][11]
- У квітні 2017 року в Житомирі, на базі спортивного комплексу «Динамо», відбувся Чемпіонат Збройних Сил України з рукопашного бою. Захід проводився на честь Героя України воїна-десантника полковника Тараса Сенюка.[12]